# Dennis Musuku Wanchinga
Dennis Musuku Wanchinga (* 10. November 1947) ist ein sambischer Politiker der Patriotic Front (PF).

## Leben
Wanchinga absolvierte ein grundständiges Studium, das er mit einem Bachelor of Science (B.Sc.) abschloss. Ein postgraduales Studium beendete er mit einem Master of Science (M.Sc.) sowie einem Doctor of Philosophy (Ph.D.) und arbeitete als Entomologe.
Er wurde bei der Wahl am 11. August 2016 als Kandidat der Patriotic Front (PF) erstmals zum Mitglied der Nationalversammlung Sambias gewählt und vertritt den Wahlkreis Mambilima. Bereits kurz nach seiner Wahl wurde er im September 2016 von Präsident Edgar Lungu zum Minister für allgemeine Bildung in dessen Kabinett berufen.